# Vladimir Narbut

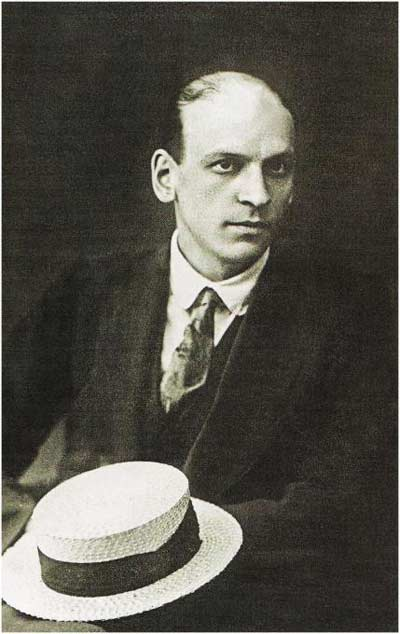
Vladimir Narbut

Vladimir Ivanovici Narbut (rusă Владимир Иванович Нарбут, n. 2 aprilie 1888 în localitatea Nabrutovka, din gubernia Cernigovsk, d. 15 martie 1938) a fost un poet rus, membru al grupului acmeist